# كولن هاوسون
كولن هاوسون (بالإنجليزية: Colin Howson)‏ هو فيلسوف بريطاني، ولد في 1945.